# Маклахлен, Кайл
Кайл Ме́рритт Макла́хлен (англ. Kyle Merritt MacLachlan ([məkˈlɒklən]); род. 22 февраля 1959, Якима, Вашингтон, США) — американский актёр, ставший известным благодаря роли специального агента ФБР Дейла Купера в телесериале Дэвида Линча «Твин Пикс». 
Маклахлен получил премию «Золотой глобус» за лучшую мужскую роль в телевизионном сериале — драма в 1991 году, и был номинирован на эту награду в 2017 году, а также стал двукратным номинантом на «Эмми».

## Ранние годы
Кайл Маклахлен родился 22 февраля 1959 года в городе Якима (штат Вашингтон), где он получил начальное образование. Мать Кайла работала PR-директором, а отец был биржевым маклером и адвокатом. В семье было ещё два сына — Крейг и Кент. Обучался игре на орга́не, но в 18 лет, по рекомендации матери, избрал профессию актёра.
В 1977 году поступил в университет Вашингтона в Сиэтле. По окончании университета он стал бакалавром изящных искусств. Также в образование Маклахлена входили курсы актёрского мастерства. Позже это позволило ему играть в театре теней.

## Карьера
В 1982 году Кайл Маклахлен участвовал в Орегонском шекспировском фестивале в Ашленде. Маклахлену казалось, что его никто не заметил на этом фестивале. В 1982 году он вернулся в Сиэтл, чтобы поступить на штатную работу в «Empty Space Theater». На фестивале он был замечен кинорежиссёром Дэвидом Линчем. Это знакомство повлияло на всю его жизнь и карьеру в кино.
Все первые работы в кино так или иначе связаны с именем кинорежиссёра Дэвида Линча. Картина «Дюна» стала первой работой Кайла Маклахлена в кино. Маклахлен получил главную роль в этом фильме, поставленном по роману Фрэнка Герберта. Он играл юного Пола Атрейдеса. Хотя фильм и поныне имеет неоднозначную оценку, Маклахлен не вызвал у критиков каких-либо претензий.
В 24 года началась карьера Кайла Маклахлена. Дэвид Линч, по заявлению Кайла Маклахлена, — очень требовательный режиссёр. Он видит образ актёра и приглашает его на съёмки. Так Кайл Маклахлен стал играть роли «людей со странностями». В 1986 году Кайл Маклахлен участвует в новом сюрреалистическом триллере Дэвида Линча «Синий бархат». После этого фильма Кайл Маклахлен стал звездой первой величины. Успех в нём расширил горизонт возможностей в киноиндустрии для молодого и талантливого актёра.
В 1987 году Кайл Маклахлен сыграл в фильме режиссёра Джека Шолдера «Скрытый враг», своеобразной вариации фильма Ридли Скотта «Чужой». В продолжении фильма — «Скрытый враг 2», Маклахлен согласился появиться только на несколько минут.

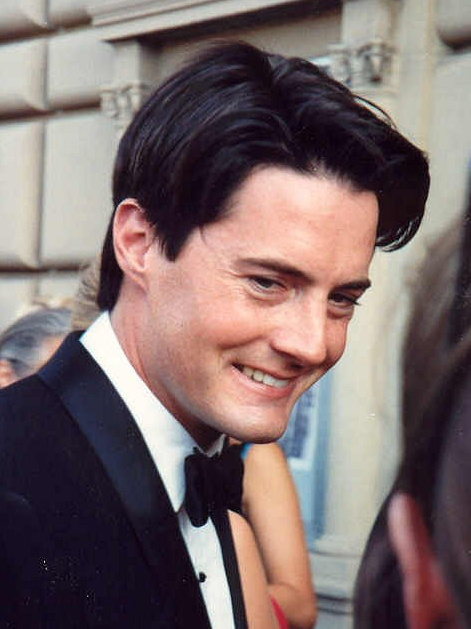
На церемонии «Эмми» (1991)

В 1989 году актёр соглашается сыграть в телесериале «Твин Пикс». Этот сериал открыл всему миру Кайла Маклахлена не как красавца, которыми славится Голливуд, а как настоящего актёра. «Твин Пикс», который по всему миру прошёл с большим успехом как у критиков, так и зрителей, и получил ряд наград, в том числе «Эмми», Пибоди и «Золотой глобус». Он стал узнаваем и очень знаменит. До сих пор журналы, упоминая об актёре Кайле Маклахлене, поясняют, что это специальный агент ФБР Дейл Купер из телесериала «Твин Пикс». Образ «идеального мужчины» и ответственного агента ФБР больше пришёлся по вкусу Кайлу Маклахлену.
По заверению Кайла ему постоянно хочется расширить свой репертуар и попробовать что-то новое. Критик Роджер Эберт о Кайле Маклахлене: «Маклахлен настолько красив и выразителен, что его невозможно представить на улице современного Чикаго».
В 1991 году актёр снимается в музыкально-биографическом фильме «Дорз». Маклахлен сыграл Рэя Манзарека. В этом фильме заметно желание актёра пробовать себя в новом амплуа.
В 1992 году вышел полнометражный фильм «Твин Пикс: Сквозь огонь», в котором Маклахлен в роли Дейла Купера появлялся только в эпизодах. Критики оценили работу Кайла в фильме как не самую лучшую.
Со временем Маклахлен захотел избавиться от своего клише «ненормального человека», которое ему присвоил Дэвид Линч. Видимо, поэтому Кайл Маклахлен рассорился с Дэвидом Линчем, но ненадолго. В настоящее время он отзывается о режиссёре как о «хорошем и весёлом парне».
В 1992 году единственный раз в карьере попробовал себя как режиссёр. Им был снят один из эпизодов сериала «Байки из склепа».
В 1993 году Маклахлен вновь снимается в роли «ненормального человека». Как заявлял Маклахлен, фильм «Процесс» — одна из его самых значительных работ. Сам фильм снят по роману Франца Кафки, сценарий помогал писать «учитель» Маклахлена — Дэвид Линч. Как позже отмечал Маклахлен, «лучше Линча никто не чувствует абсурдности существования. Он мастер в этом деле». Кайл Маклахлен не только сыграл одного из главных героев — Йозефа К, но и стал одним из продюсеров экранизации романа: занимался сбором денег, выбором актёров и другого персонала. Однако при выходе фильма на экраны настоял, чтобы его имя как продюсера не значилось. Маклахлену важнее было, чтобы критики и публика восприняли его игру. Критики не оценили фильм «Процесс», хотя явного отторжения не было. После этой картины Кайл Маклахлен на несколько лет отошёл от съёмок в «большом кино». Возможно, это было связано и с проблемами в личной жизни.
В 1994 году Кайл Маклахлен снимается в семейном фильме «Флинтстоуны», где играет «комического злодея» Клиффа Вандеркейва. Он до сих пор не понимает, почему решился на эту роль: «Я просто пошёл и всё». В 1995 предстал в образе руководителя шоу одного из фешенебельных отелей Лас-Вегаса в эпатажном фильме Пола Верховена «Шоугёлз», за который получил номинацию на премию «Золотая малина» в категории «Худший актёр».
В 1996 году он вернулся в «большое кино», вновь избрал тематику с фантастическим уклоном — «Эффект спускового крючка». Кайл Маклахлен играет простого парня, которому приходится спасать свою семью в кризисной ситуации.
С 1997 по 2000 годы Кайл Маклахлен снимается в нескольких сериалах и короткометражных кинокартинах. Немало времени он тратит на съёмки в известном сериале «Секс в большом городе», играя «идеального мужа» Шарлотты.
В 2000 году появляется его новая работа в фильме «Временной код». Первый в истории кино полнометражный фильм, снятый четырьмя камерами в режиме реального времени без единой монтажной склейки. Экран разделён на четыре части, в каждой из которых развивается своё действие, хотя сюжет для всех один — это Лос-Анджелес. В том же году выходят ещё некоторые малозначительные работы с участием актёра.
В 2002 году на экранах вновь появляется Маклахлен, как один из главных актёров в фильме «Найти Алису» (оригинальное название фильма — «Миранда»). Сама кинокартина повествует о необычной девушке Миранде, в исполнении Кристины Риччи. По заявлениям критиков, фильм снят в лучших традициях Дэвида Линча. Здесь Кайл Маклахлен вновь проявляет себя в амплуа «человека со странностями».
В 2004 году выходит фильм «Почти натурал», где у Кайла Маклахлена роль духа Кэри Гранта. Картина рассказывает о разном восприятии чувств, про гомосексуалов Англии, про их жизнь и нравы. Как и в предыдущие годы, роль Кайла Маклахлена не так обширна, но высокое качество его актёрского мастерства можно разглядеть всегда. Сам Кайл Маклахлен считает, что фильм получился независимым и интересным.
В 2006 году Кайл Маклахлен снялся в нескольких эпизодах различных сериалов, а также принял участие в озвучивании мультфильма «Освободите Джимми», где его голосом заговорил персонаж по имени Мариус.
С 2006 по 2012 год Маклахлен снимался в сериале «Отчаянные домохозяйки». В 2008 году озвучил Супермена в анимационном сериале «Лига справедливости: Новый барьер».
В 2014 снимался в сериале «Агенты «Щ.И.Т.»», в котором сыграл доктора Кэлвина Забо, также известного как Мистер Хайд. В том же году сыграл главного злодея в сериале «Верь».
В мае 2017 года на экраны вышел третий сезон сериала «Твин Пикс», в котором Маклахлен вернулся к роли Дейла Купера и исполнил роли двух других персонажей.
В апреле 2024 года на экраны вышел первый сезон сериала «Фоллаут», в котором Маклахлен играет роль отца Люси и смотрителя Убежища 33.

## Личная жизнь

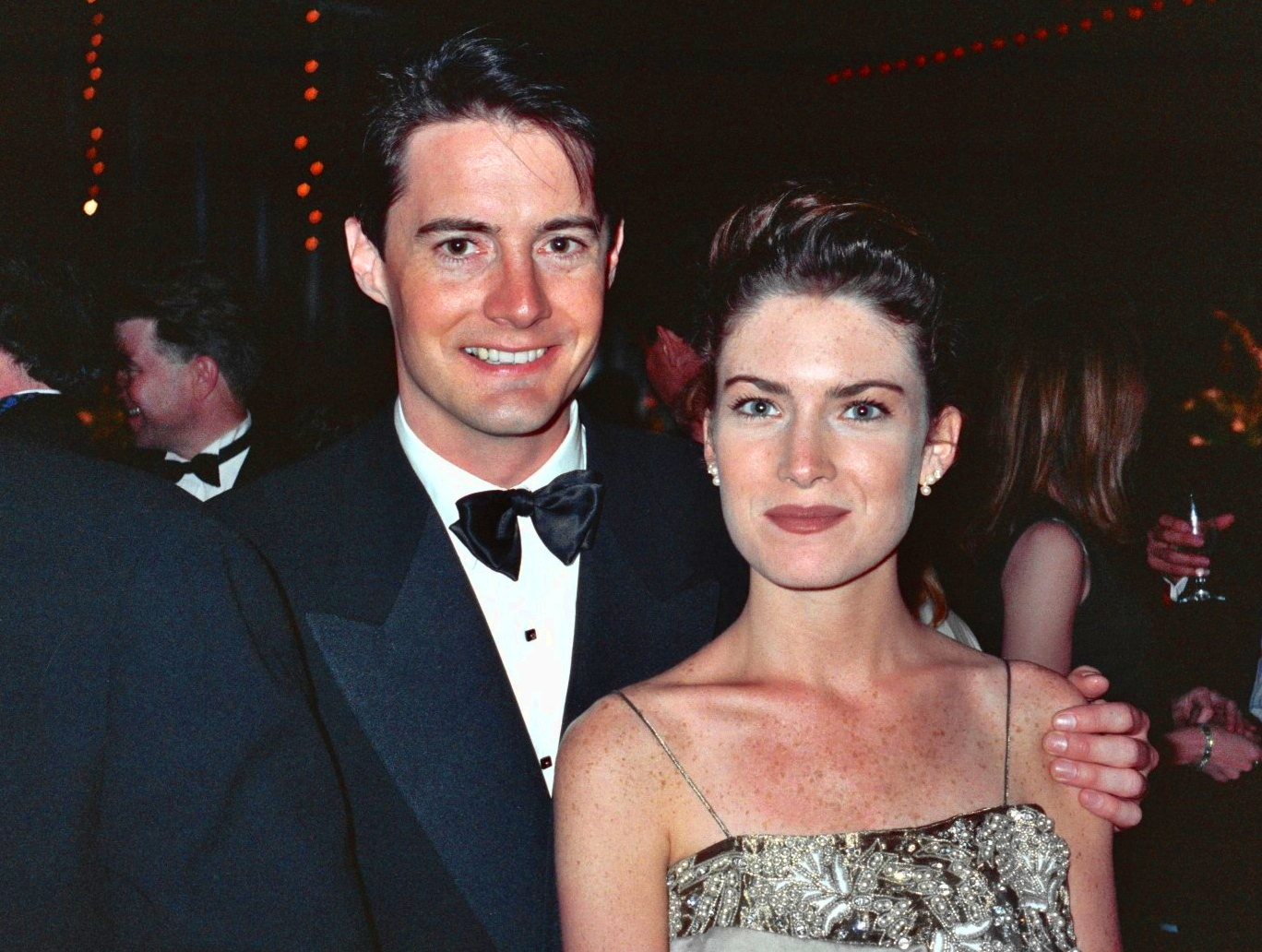
Маклахлен и Лара Флинн Бойл на церемонии награждения «Эмми», 1990 год

С 1985 по 1989 год Маклахлен встречался с актрисой Лорой Дерн, партнёршей по фильму «Синий бархат». После этого он в течение двух с половиной лет встречался с актрисой Ларой Флинн Бойл, партнёршей по сериалу «Твин Пикс». В 1992 году Маклахлен начал встречаться с моделью Линдой Евангелистой. По его словам, в течение нескольких лет они были обручены, прежде чем расстались в 1998 году.
В 1999 году Маклахлен начал встречаться с публицисткой Дезри Грубер. Они поженились 20 апреля 2002 года. Их сын, Каллум Лайон Маклахлен, родился в 2008 году.

## Фильмография
| Год       |     | Русское название                     | Оригинальное название                   | Роль                                    |
| --------- | --- | ------------------------------------ | --------------------------------------- | --------------------------------------- |
| 1984      | ф   | Дюна                                 | Dune                                    | Пол Атрейдес                            |
| 1986      | ф   | Синий бархат                         | Blue Velvet                             | Джеффри Бомон                           |
| 1987      | ф   | Скрытый враг                         | The Hidden                              | Ллойд Галлахер                          |
| 1989      | тф  |                                      | Dream Breakers                          | Бобби О’Коннор                          |
| 1990      | ф   | А ей ни слова обо мне                | Don’t Tell Her It’s Me                  | Траут                                   |
| 1990      | с   |                                      | American Experience                     | рассказчик                              |
| 1990—1991 | с   | Твин Пикс                            | Twin Peaks                              | специальный агент ФБР Дейл Купер        |
| 1991      | с   | Байки из склепа                      | Tales from the Crypt                    | Эрл Рэймонд Дигс                        |
| 1991      | ф   | Плыви по течению                     | Where the Day Takes You                 | Тед                                     |
| 1991      | ф   | Дорз                                 | The Doors                               | Рэй Манзарек                            |
| 1992      | ф   | Богатство в любви                    | Rich in Love                            | Билли Маккуинн                          |
| 1992      | ф   | Твин Пикс: Сквозь огонь              | Twin Peaks: Fire Walk With Me           | специальный агент ФБР Дейл Купер        |
| 1993      | ф   | Процесс                              | The Trial                               | Йозеф К.                                |
| 1994      | ф   | Флинтстоуны                          | The Flintstones                         | Клифф Вандеркейв                        |
| 1994      | тф  | Розуэлл                              | Roswell                                 | майор Джесс Марсел                      |
| 1994      | тф  | Спиной к стене                       | Against The Wall                        | Майкл Смит                              |
| 1994      | тф  | Байки из склепа                      | Vault of Horror I                       |                                         |
| 1995      | ф   | Шоугёлз                              | Showgirls                               | Зак Кери                                |
| 1996      | ф   | Эффект спускового крючка             | The Trigger Effect                      | Мэттью                                  |
| 1996      | ф   | Время бешеных псов                   | Mad Dog Time                            | Джейк Паркер                            |
| 1996      | тф  | Шоссе «Лунный свет»                  | Moonshine Highway                       | Джед Малдун                             |
| 1997      | ф   | Свидание на одну ночь                | One Night Stand                         | Вернон                                  |
| 1997      | тф  | Поймать короля                       | Windsor Protocol                        | Шон Диллон                              |
| 1998      | тф  | Пока не грянул гром                  | Thunder Point                           | Шон Диллон                              |
| 1998      | тф  | Шоссе № 9                            | Route 9                                 | Бут Паркер                              |
| 1998      | тф  | Человек-невидимка                    | The Invisible Man                       | Джек Гриффин                            |
| 2000—2002 | с   | Секс в большом городе                | Sex and the City                        | Трей Макдугал                           |
| 2000      | тф  | Весна                                | The Spring                              | Дэннис Конвэй                           |
| 2000      | ф   | Гамлет                               | Hamlet                                  | Клавдий                                 |
| 2000      | ф   | Обмен телами                         | XChange                                 | Фиск / Тоффлер 2                        |
| 2000      | ф   | Таймкод                              | Timecode                                | Банни Дрисдейл                          |
| 2001      | ф   | С тобой и без тебя                   | Me Without You                          | Дэниел                                  |
| 2001      | ф   | Парфюм                               | Perfume                                 | управляющий                             |
| 2001      | ки  | Grand Theft Auto III                 | Grand Theft Auto III                    | Дональд Лав                             |
| 2002      | тф  | Джо                                  | Jo                                      |                                         |
| 2002      | ф   | Найти Алису                          | Miranda                                 | Нэйлор                                  |
| 2003      | ф   | Нортфорк                             | Northfork                               | мистер Хоуп                             |
| 2004      | ф   | Почти натурал                        | Touch of Pink                           | дух Кэри Гранта                         |
| 2004      | с   | Закон и порядок: Специальный корпус  | Law & Order: Special Victims Unit       | доктор Бретт Мортон                     |
| 2004      | тф  | Библиотекарь: В поисках копья судьбы | The Librarian: Quest for the Spear      | Эдвард Уайлд                            |
| 2005      | тф  | Таинственный остров                  | Mysterious Island                       | Сайрус                                  |
| 2006      | с   | По справедливости                    | In Justice                              | Дэвид Свэин                             |
| 2006—2012 | с   | Отчаянные домохозяйки                | Desperate Housewives                    | Орсон Ходж                              |
| 2006      | мф  | Освободите Джимми                    | Slipp Jimmy fri                         | Мариус                                  |
| 2008      | мф  | Лига Справедливости: Новый барьер    | Justice League: The New Frontier        | Кларк Кент / Супермен                   |
| 2008      | ф   | Джинсы-талисман 2                    | The Sisterhood of the Traveling Pants 2 | Билл Керр                               |
| 2009      | ф   | Последний танцор Мао                 | Mao’s Last Dancer                       | Чарльз Фостер                           |
| 2009      | ф   | Запах успеха                         | The Smell of Success                    | Джимми Сэнт Джеймс                      |
| 2010—2014 | с   | Как я встретил вашу маму             | How I met your mother                   | Капитан                                 |
| 2011—2017 | с   | Портландия                           | Portlandia                              | мэр                                     |
| 2011      | с   | Закон и порядок: Специальный корпус  | Law & Order: Special Victims Unit       | Эндрю Рейнс                             |
| 2011      | тф  | Доктор                               | The Doctor                              | Джейсон                                 |
| 2011      | ф   | Мир, любовь и недопонимание          | Peace, Love & Misunderstanding          | Марк Хадсон                             |
| 2012      | кор |                                      | Muppets vs. Goldman Sachs               |                                         |
| 2012      | с   | Сделано в Джерси                     | Made in Jersey                          | Донован Старк                           |
| 2013—2014 | с   | Хорошая жена                         | The Good Wife                           | Джош Перотти                            |
| 2013      | ф   | Полной грудью                        | Breathe In                              | Питер Себек                             |
| 2014      | ф   | Твин Пикс: Вырезанные сцены          | Twin Peaks: The Missing Pieces          | специальный агент ФБР Дейл Купер        |
| 2014—2015 | с   | Агенты «Щ.И.Т.»                      | Agents of S.H.I.E.L.D.                  | Кэлвин Забо / мистер Хайд               |
| 2014      | с   | Верь                                 | Believe                                 | доктор Роман Скурас                     |
| 2015      | мф  | Головоломка                          | Inside Out                              | Билл Андерсон                           |
| 2015      | мф  | Первое свидание Райли?               | Riley’s First Date?                     | Билл Андерсон                           |
| 2016      | мс  | Гравити Фолз                         | Gravity Falls                           | водитель автобуса                       |
| 2017      | мтф | Твин Пикс                            | Twin Peaks: The Return                  | Дейл Купер                              |
| 2018      | мс  | Американский папаша!                 | American Dad!                           | Дел                                     |
| 2018      | ф   | Тайна дома с часами                  | The House with a Clock in its Walls     | Айзек Изард                             |
| 2019      | ф   | Птица высокого полёта                | High Flying Bird                        | Дэвид Сетон                             |
| 2019      | кор | Нерешительная                        | The Staggering Girl                     | Маттео / Бруно / Анджело                |
| 2019      | с   | Второй шанс Кэрол                    | Carol’s Second Act                      | доктор Стивен Фрост                     |
| 2020      | ф   | Капоне. Лицо со шрамом               | Capone                                  | Карлок                                  |
| 2020      | ф   | Тесла                                | Tesla                                   | Томас Эдисон                            |
| 2022      | ф   | Сознавайтесь, Флетч                  | Confess, Fletch                         | Рональд Хоран                           |
| 2023      | ф   | Дьявол в деталях. Дело Миранды       | Miranda’s Victim                        | председатель Верховного суда Эрл Уоррен |
| 2024      | ф   | Подай знак                           | Blink Twice                             | Рич                                     |
| 2024      | мф  | Головоломка 2                        | Inside Out 2                            | Билл Андерсон                           |
| 2024      | с   | Фоллаут                              | Fallout                                 | Хэнк                                    |
| 2025      | ф   | Эхо долины                           | Echo Valley                             |                                         |